# Sory Kaba
Sory Kaba (Conakry, 10 aprile 1995) è un calciatore guineano, attaccante del Las Palmas e della nazionale guineana.

## Caratteristiche tecniche
È un centravanti.

## Carriera

### Club
Dopo due stagioni all'Elche, nella sessione di mercato invernale 2019 viene ceduto per 4 milioni di euro ai francesi del Digione.

### Nazionale
Ha esordito con la nazionale guineana il 7 ottobre 2017 in occasione di un match di qualificazione ai Mondiali 2018 perso 4-1 contro la Tunisia; è stato convocato per la Coppa delle nazioni africane 2019 e per la Coppa delle nazioni africane 2021.

## Statistiche

### Presenze e reti nei club
Statistiche aggiornate al 13 febbraio 2024.
| Stagione           | Squadra            | Campionato | Campionato | Campionato | Coppe nazionali | Coppe nazionali | Coppe nazionali | Coppe continentali | Coppe continentali | Coppe continentali | Altre coppe | Altre coppe | Altre coppe | Totale | Totale | Totale |
| Stagione           | Squadra            | Comp       | Pres       | Reti       | Comp            | Pres            | Reti            | Comp               | Pres               | Reti               | Comp        | Pres        | Reti        | Pres   | Reti   |        |
| ------------------ | ------------------ | ---------- | ---------- | ---------- | --------------- | --------------- | --------------- | ------------------ | ------------------ | ------------------ | ----------- | ----------- | ----------- | ------ | ------ | ------ |
| 2016-2017          | Elche              | SD         | 5          | 1          | CR              | 0               | 0               | -                  | -                  | -                  | -           | -           | -           | 5      | 1      |        |
| 2017-2018          | Elche              | SDB        | 30+4       | 11+2       | CR              | 5               | 2               | -                  | -                  | -                  | -           | -           | -           | 45     | 15     |        |
| 2018-gen. 2019     | Elche              | SD         | 20         | 8          | CR              | 0               | 0               | -                  | -                  | -                  | -           | -           | -           | 20     | 8      |        |
| Totale Elche       | Totale Elche       |            | 55+4       | 20+2       |                 | 5               | 2               | -                  | -                  | -                  | -           | -           | -           | 64     | 24     |        |
| gen.-giu. 2019     | Digione            | L1         | 9+1        | 0          | CF              | 1               | 0               | -                  | -                  | -                  | -           | -           | -           | 11     | 0      |        |
| 2019-2020          | Midtjylland        | SL         | 30         | 7          | LPT             | 1               | 0               | QUEL               | 2                  | 1                  | -           | -           | -           | 33     | 8      |        |
| 2020-2021          | Midtjylland        | SL         | 27         | 11         | LPT             | 5               | 2               | Q + UCL            | 4+6                | 1+0                | -           | -           | -           | 42     | 14     |        |
| Totale Midtjylland | Totale Midtjylland |            | 57         | 18         |                 | 6               | 2               |                    | 12                 | 2                  | -           | -           | -           | 75     | 22     |        |
| 2021-2022          | OH Lovanio         | PLB        | 26         | 10         | CC              | 3               | 2               | -                  | -                  | -                  | -           | -           | -           | 29     | 12     |        |
| 2022-gen. 2023     | Midtjylland        | SL         | 16         | 2          | LPT             | 2               | 1               | QUCL + UEL         | 4+5                | 0+1                | -           | -           | -           | 27     | 4      |        |
| gen.-giu. 2023     | Cardiff City       | CS         | 17         | 8          | FA + EFL        | 0               | 0               | -                  | -                  | -                  | -           | -           | -           | 17     | 8      |        |
| giu.-ago. 2023     | Midtjylland        | SL         | 4          | 0          | LPT             | 0               | 0               | QUECL              | 4                  | 1                  | -           | -           | -           | 8      | 1      |        |
| 2023-2024          | Las Palmas         | PD         | 17         | 1          | CR              | 3               | 1               | -                  | -                  | -                  | -           | -           | -           | 20     | 2      |        |
| Totale Carriera    | Totale Carriera    |            | 206        | 61         |                 | 20              | 8               |                    | 25                 | 4                  |             | -           | -           | 251    | 73     |        |

### Cronologia presenze e reti in nazionale
| Cronologia completa delle presenze e delle reti in nazionale ― Guinea | Cronologia completa delle presenze e delle reti in nazionale ― Guinea | Cronologia completa delle presenze e delle reti in nazionale ― Guinea | Cronologia completa delle presenze e delle reti in nazionale ― Guinea | Cronologia completa delle presenze e delle reti in nazionale ― Guinea | Cronologia completa delle presenze e delle reti in nazionale ― Guinea | Cronologia completa delle presenze e delle reti in nazionale ― Guinea | Cronologia completa delle presenze e delle reti in nazionale ― Guinea |
| Data                                                                  | Città                                                                 | In casa                                                               | Risultato                                                             | Ospiti                                                                | Competizione                                                          | Reti                                                                  | Note                                                                  |
| --------------------------------------------------------------------- | --------------------------------------------------------------------- | --------------------------------------------------------------------- | --------------------------------------------------------------------- | --------------------------------------------------------------------- | --------------------------------------------------------------------- | --------------------------------------------------------------------- | --------------------------------------------------------------------- |
| 7-10-2017                                                             | Conakry                                                               | Guinea                                                                | 1 – 4                                                                 | Tunisia                                                               | Qual. Mondiali 2018                                                   | -                                                                     | 78’ 79’                                                               |
| 24-3-2018                                                             | Nouakchott                                                            | Mauritania                                                            | 2 – 0                                                                 | Guinea                                                                | Amichevole                                                            | -                                                                     |                                                                       |
| 12-10-2018                                                            | Conakry                                                               | Guinea                                                                | 2 – 0                                                                 | Ruanda                                                                | Qual. Coppa d'Africa 2019                                             | -                                                                     | 80’                                                                   |
| 18-11-2018                                                            | Conakry                                                               | Guinea                                                                | 1 – 1                                                                 | Costa d'Avorio                                                        | Qual. Coppa d'Africa 2019                                             | -                                                                     |                                                                       |
| 24-3-2019                                                             | Bangui                                                                | Rep. Centrafricana                                                    | 0 – 0                                                                 | Guinea                                                                | Qual. Coppa d'Africa 2019                                             | -                                                                     |                                                                       |
| 7-6-2019                                                              | Marrakech                                                             | Guinea                                                                | 0 – 1                                                                 | Gambia                                                                | Amichevole                                                            | -                                                                     | Ingresso                                                              |
| 11-6-2019                                                             | Marrakech                                                             | Guinea                                                                | 0 – 1                                                                 | Benin                                                                 | Amichevole                                                            | -                                                                     | 46’                                                                   |
| 16-6-2019                                                             | Alessandria d'Egitto                                                  | Egitto                                                                | 3 – 1                                                                 | Guinea                                                                | Amichevole                                                            | 1                                                                     | 55’                                                                   |
| 22-6-2019                                                             | Alessandria d'Egitto                                                  | Guinea                                                                | 2 – 2                                                                 | Madagascar                                                            | Coppa d'Africa 2019 - 1º turno                                        | 1                                                                     | 86’                                                                   |
| 26-6-2019                                                             | Alessandria d'Egitto                                                  | Nigeria                                                               | 1 – 0                                                                 | Guinea                                                                | Coppa d'Africa 2019 - 1º turno                                        | -                                                                     |                                                                       |
| 30-6-2019                                                             | Il Cairo                                                              | Burundi                                                               | 0 – 2                                                                 | Guinea                                                                | Coppa d'Africa 2019 - 1º turno                                        | -                                                                     |                                                                       |
| 12-10-2019                                                            | Versailles                                                            | Guinea                                                                | 0 – 1                                                                 | Comore                                                                | Amichevole                                                            | -                                                                     | 77’                                                                   |
| 15-10-2019                                                            | Alicante                                                              | Cile                                                                  | 3 – 2                                                                 | Guinea                                                                | Amichevole                                                            | -                                                                     | 68’                                                                   |
| 10-10-2020                                                            | São João da Venda                                                     | Capo Verde                                                            | 1 – 2                                                                 | Guinea                                                                | Amichevole                                                            | 1                                                                     |                                                                       |
| 24-3-2021                                                             | Conakry                                                               | Guinea                                                                | 1 – 0                                                                 | Mali                                                                  | Qual. Mondiali 2022                                                   | -                                                                     | 79’ 89’                                                               |
| 12-11-2021                                                            | Conakry                                                               | Guinea                                                                | 0 – 0                                                                 | Guinea-Bissau                                                         | Qual. Mondiali 2022                                                   | -                                                                     |                                                                       |
| 3-1-2021                                                              | Kigali                                                                | Ruanda                                                                | 3 – 0                                                                 | Guinea                                                                | Amichevole                                                            | -                                                                     |                                                                       |
| 6-1-2021                                                              | Kigali                                                                | Ruanda                                                                | 0 – 2                                                                 | Guinea                                                                | Amichevole                                                            | -                                                                     | 62’                                                                   |
| 10-1-2021                                                             | Bafoussam                                                             | Guinea                                                                | 1 – 0                                                                 | Malawi                                                                | Coppa d'Africa 2021 - 1º turno                                        | -                                                                     | 88’                                                                   |
| 18-1-2022                                                             | Yaoundé                                                               | Zimbabwe                                                              | 2 – 1                                                                 | Guinea                                                                | Coppa d'Africa 2021 - 1º turno                                        | -                                                                     | 63’                                                                   |
| 24-1-2022                                                             | Bafoussam                                                             | Guinea                                                                | 0 – 1                                                                 | Gambia                                                                | Coppa d'Africa 2021 - Ottavi di finale                                | -                                                                     | 83’                                                                   |
| Totale                                                                |                                                                       | Presenze                                                              | 21                                                                    |                                                                       | Reti                                                                  | 3                                                                     |                                                                       |

## Palmarès

### Club

#### Competizioni nazionali
- Campionato danese: 1

Midtjylland: 2019-2020